# 平泉路街道
平泉路街道，是中华人民共和国山西省大同市云冈区下辖的一个乡镇级行政单位。

## 行政区划
平泉路街道下辖以下地区：
新回里社区、新区里社区、新河里社区、建安里社区、平安里社区、盛秀苑社区、荣秀苑社区、景秀苑社区、北秀苑社区和南秀苑社区。